# Lingchuan (Jincheng)
Lingchuan (chinesisch 陵川县, Pinyin Língchuān Xiàn) ist ein Kreis der bezirksfreien Stadt Jincheng im Süden der chinesischen Provinz Shanxi. Die Fläche beträgt 1.680 Quadratkilometer und die Einwohnerzahl 204.825 (Stand: Zensus 2020).
Der Südliche und Nördliche Jixiang-Tempel (Nan, Bei Jixiang si 南、北吉祥寺), die Tempelanlagen Longyan si 龙岩寺, Xiaohuiling erxian miao 小会岭二仙庙, Xixi erxian miao 西溪二仙庙, Yuquan Dongyue miao 玉泉东岳庙, Shizhang wuhuang miao 石掌玉皇庙, Nan shen tou er xian miao 南神头二仙庙, Sansheng ruixian ta 三圣瑞现塔, Chong’an si 崇安寺, der Baiyu gong 白玉宫 und die Sirun sanjiao tang 寺润三教堂 sowie die Tashuihe-Stätte (Tashuihe yizhi 塔水河遗址) stehen auf der Liste der Denkmäler der Volksrepublik China in Shanxi.